# 16397 Carlahayden
16397 Carlahayden è un asteroide della fascia principale. Scoperto nel 1982, presenta un'orbita caratterizzata da un semiasse maggiore pari a 2,290854 UA e da un'eccentricità di 0,096967, inclinata di 4,673322° rispetto all'eclittica.